# Canoas
Canoas és una ciutat de l'estat brasiler de Rio Grande do Sul. La seva població és 333.322 habitants en 2006. El municipi és el més gran de la regió metropolitana de Porto Alegre.

## Etimologia
Durant la construcció del ferrocarril que unia Porto Alegre amb São Leopoldo, inaugurat el 1874, es va utilitzar un arbre de timbaúva (Enterolobium contortisiliquum) a l'antiga granja de Gravataí per a la construcció d'embarcacions. El lloc es va anomenar Capã.

## Història
La zona on avui es troba el municipi de Canoas va ser habitada pels indis Tapes, quan l'any 1725 van arribar a la regió els conductors lagunistes i amb ells el poblador i conqueridor Francisco Pinto Bandeira. El 1733 ocupà les terres i creà la Granja Gravataí, heretada per Leonardo Arnhold da Rosa i més tard per Josefa Eufália de Azevedo (A Brigadeira). Més tard aquestes terres van ser distribuïdes i venudes.
L'any 1871 s'inicia la construcció del ferrocarril que connectaria São Leopoldo amb Porto Alegre. El 1874 es va inaugurar el primer tram del ferrocarril i es va construir una estació a l'actual zona de Canoas. L'assentament de la comarca va començar al voltant d'aquesta estació de ferrocarril, que es trobava al centre de la Granja Gravataí.
El major Vicente Ferrer da Silva Freire, aleshores propietari de la Granja Gravataí, va aprofitar el ferrocarril per transformar les seves terres en un munt de finques d'estiueig, que va posar a la venda. El lloc va passar a ser designat com a Capão das Canoas. Aviat, les grans finques van anar perdent terreny davant les petites propietats i granges.
L'escut de Canoas és el símbol oficial de Canoas. Va ser elaborat per João Palma da Silva i instituït per la Llei Municipal nº 824, de 10 de desembre de 1963, a l'administració de l'alcalde coronel José João de Medeiros. El seu símbol central, l'engranatge, representa la força de la indústria al municipi, les canoes de la part superior donen el nom del municipi i la banda de la part inferior representa els colors de Rio Grande do Sul.